# 팔레스타인 이슬람 지하드
팔레스타인 이슬람 지하드(아랍어: حركة الجهاد الإسلامي في فلسطين, 영어: Palestine Islamic Jihad Movement, PIJ)는 1981년 결성된 팔레스타인의 이슬람주의 무장단체이다. 무슬림 형제단에서 파생된 조직으로, 창립 이념은 이란의 이슬람주의 정치체제에 영향을 받았다. 하마스 등과 함께 오슬로 협정을 거부하고 이슬람 국가로서의 독립 팔레스타인 수립을 목적으로 하는 팔레스타인 군대 연합(APF)의 일원이다. 이스라엘을 군사적으로 해체할 것을 주장하며 양국 방안을 거부한다. 본래 시리아와 헤즈볼라의 지원을 받아 왔는데 2014년부터는 이란의 지원을 받으며 세력을 키우기 시작했다. 산하 군사조직은 알쿠드스 연대(또는 "사라야")로 불린다. 민간인을 대상으로 한 자살 폭탄 공격이나 로켓 발사 등을 행하여 여러 정부로부터 테러 조직으로 지정되어 있다.

## 같이 보기
- 검은 9월단
- 하마스
- 팔레스타인 해방대중전선
- 팔레스타인 해방민주전선
- 헤즈볼라